# Nelson Boyd
Pour les articles homonymes, voir Boyd.
Nelson Boyd est un contrebassiste de jazz américain né à Camden (New Jersey) le 6 février 1928 et mort en octobre 1985.

## Discographie
Enregistrements :
- Halft Nelson (avec Parker, 1947)
- One Bass Hit (avec Gillespie, 1948)
- Boplicity (avec Davis, 1949)
- Let's Coll one (avec Thelonious Monk, 1952)
- Billie's Bounce (avec Roach, 1958)